# ROCK&SOUL 2024 RESULT
ROCK&SOUL 2024 RESULT (ロックアンドソウル 2024 リザルト) は、清木場俊介の映像作品である。
2024年5月11日受注受付、2024年8月21日リリース。

## 概要
2024年3月20日にアルバムを発売し、2024年4月29日にそのアルバムを引っ提げてのライブとして「ROCK&SOUL 2024 RESULT」を開催した。自身最後のホールツアー。唄い屋が示した“結果”の最終日、東京公演を完全収録｡「デビューして初めて満足しました」と自身が語った今回は、全公演密着のドキュメンタリーと新曲披露のLIVE映像、全てを収録した完全盤と、全公演密着のドキュメンタリーと新曲披露のLIVE映像、全てを収録した通常盤の２つを受注生産で発売した。

## 収録曲
【通常盤】DVD
1. GET BACK
2. Be yourself
3. Smile
4. 明日へ向かって
5. 木漏れ日の中で
6. Rain
7. Flap
8. HANGOUT
9. Butterfly
10. バラードメドレー （君の掌で…僕の傍にいた君は...君の傍にいた僕じゃない Hey baby）
11. 君だけに…
12. 月を見上げて
13. 手繰り寄せて
14. Suicide
15. Plague God
16. 唄い人
17. You go your way
18. 終わりなき旅路の中で…
19. CRAZY JET

【通常盤】Bul-ray
1. GET BACK
2. Be yourself
3. Smile
4. 明日へ向かって
5. 木漏れ日の中で
6. Rain
7. Flap
8. HANGOUT
9. Butterfly
10. バラードメドレー （君の掌で…僕の傍にいた君は...君の傍にいた僕じゃない Hey baby）
11. 君だけに…
12. 月を見上げて
13. 手繰り寄せて
14. Suicide
15. Plague God
16. 唄い人
17. You go your way
18. 終わりなき旅路の中で…
19. CRAZY JET

【完全盤】DVD
Disc-1
1. GET BACK
2. Be yourself
3. Smile
4. 明日へ向かって
5. 木漏れ日の中で
6. Rain
7. Flap
8. HANGOUT
9. Butterfly
10. バラードメドレー （君の掌で…僕の傍にいた君は...君の傍にいた僕じゃない Hey baby）
11. 君だけに…
12. 月を見上げて
13. 手繰り寄せて
14. Suicide
15. Plague God
16. 唄い人
17. You go your way
18. 君の逝く道
19. 終わりなき旅路の中で…
20. CRAZY JET

Disc-2
1. KIYOKIBA SHUNSUKE ROCK&SOUL 2024 RESULT Document Film

【完全盤】Bul-ray
1. GET BACK
2. Be yourself
3. Smile
4. 明日へ向かって
5. 木漏れ日の中で
6. Rain
7. Flap
8. HANGOUT
9. Butterfly
10. バラードメドレー （君の掌で…僕の傍にいた君は...君の傍にいた僕じゃない Hey baby）
11. 君だけに…
12. 月を見上げて
13. 手繰り寄せて
14. Suicide
15. Plague God
16. 唄い人
17. You go your way
18. 君の逝く道
19. 終わりなき旅路の中で…
20. CRAZY JET
21. KIYOKIBA SHUNSUKE ROCK&SOUL 2024 RESULT Document Film